# Ovidio Cáceres
Ovidio Cáceres war ein uruguayischer Politiker.
Caceres saß vom 5. Juni 1862 bis 14. Februar 1864 als stellvertretender Abgeordneter für das Departamento Canelones in der Cámara de Representantes.